# Отгонбаатарын Ууганбаатар
Отгонбаатарын Ууганбаатар (род. 19 февраля 1988, Улан-Батор) — монгольский самбист и дзюдоист, 6-кратный чемпион Монголии по дзюдо, чемпион (2019) и бронзовый призёр (2013, 2015) чемпионатов Азии по дзюдо, бронзовый призёр Азиатских игр 2018 года по дзюдо, бронзовый призёр чемпионата мира по дзюдо 2015 года в командном зачёте, бронзовый призёр чемпионата мира по самбо 2013 года, участник соревнований по дзюдо на летних Олимпийских играх 2016 года в Рио-де-Жанейро. По дзюдо выступал в полусредней весовой категории (до 81 кг). На Олимпиаде в первой же схватке уступил египтянину Мохамеду Абделаалю и выбыл из борьбы за награды.